# Skalmeja
| Skalmeja |
| --- |
| En sopran- och en sopraninoskalmeja. - Betydelse: Blåsinstrument med dubbelt rörblad. - Bakgrund: Medeltiden. - Relaterade instrument: Pommer, oboe. |

Skalmeja är ett blåsinstrument med dubbelt rörblad och konisk borrning som förekommer i nästan alla delar av världen. Den har ett gällt ljud, som kan jämföras med spelpipan på en säckpipa.

## Historik
Ordet skalmeja kommer från medellågtyska schalmeide. Det kom i sin tur från fornfranskans chalemie, vilket ytterst stammar från grekiskans kalamos ('rörpipa', 'halm', 'rör'). Ordet förekommer i svensk skrift första gången 1538, i stavningen skalmeya.
Skalmejan var mycket populär under medeltiden och renässansen, och den används idag främst inom folkmusiken. Den närmaste släktingen bland våra moderna instrument är oboen, medan en äldre släkting var pommern. Till skillnad från denna har skalmejan ett längre klockstycke som förstärker klangen.

## Andra betydelser
Skalmeja kan även ha en vidare betydelse, om instrument med dubbla rörblad generellt ("oboeinstrument"). Någon gång kan även alla rörbladsinstrument inräknas i begreppet.
Skalmeja är också en orgelstämma av typen tungstämma, även kallad lingual- eller rörstämma. Det tyska ordet Schalmei används också om den 1905 uppfunna Martinstrumpeten, som ursprungligen användes som biltuta men som sedan 1920-talet även används i gatuorkestrar.

## Bildgalleri

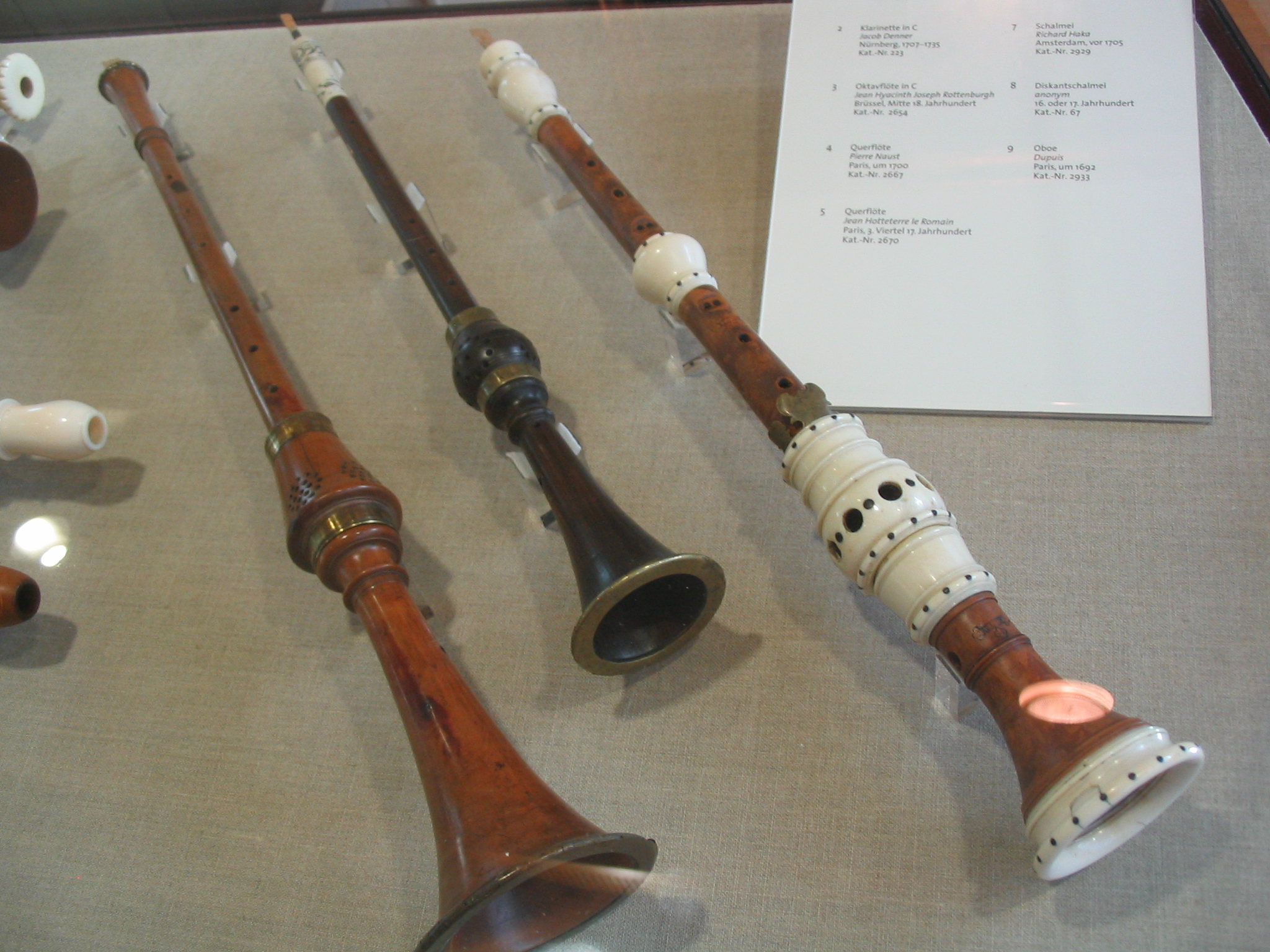
Två skalmejor och en oboe.
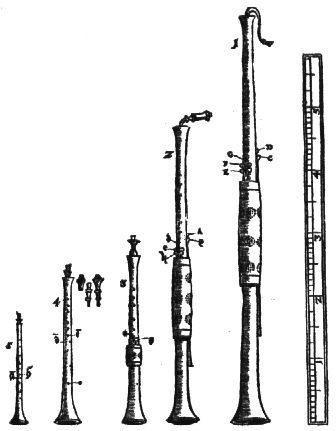
Fem skalmejor i olika storlekar (1600-talet).
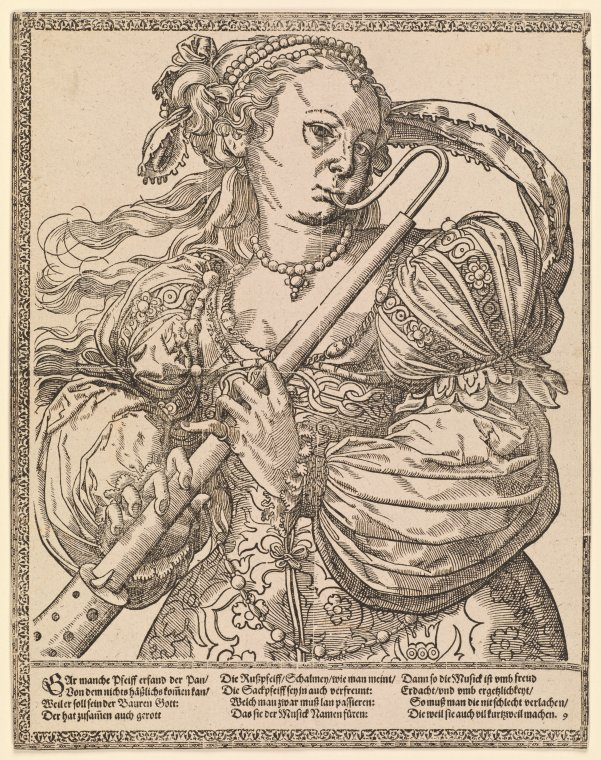
En kvinna som spelar basskalmeja (1500-talet).
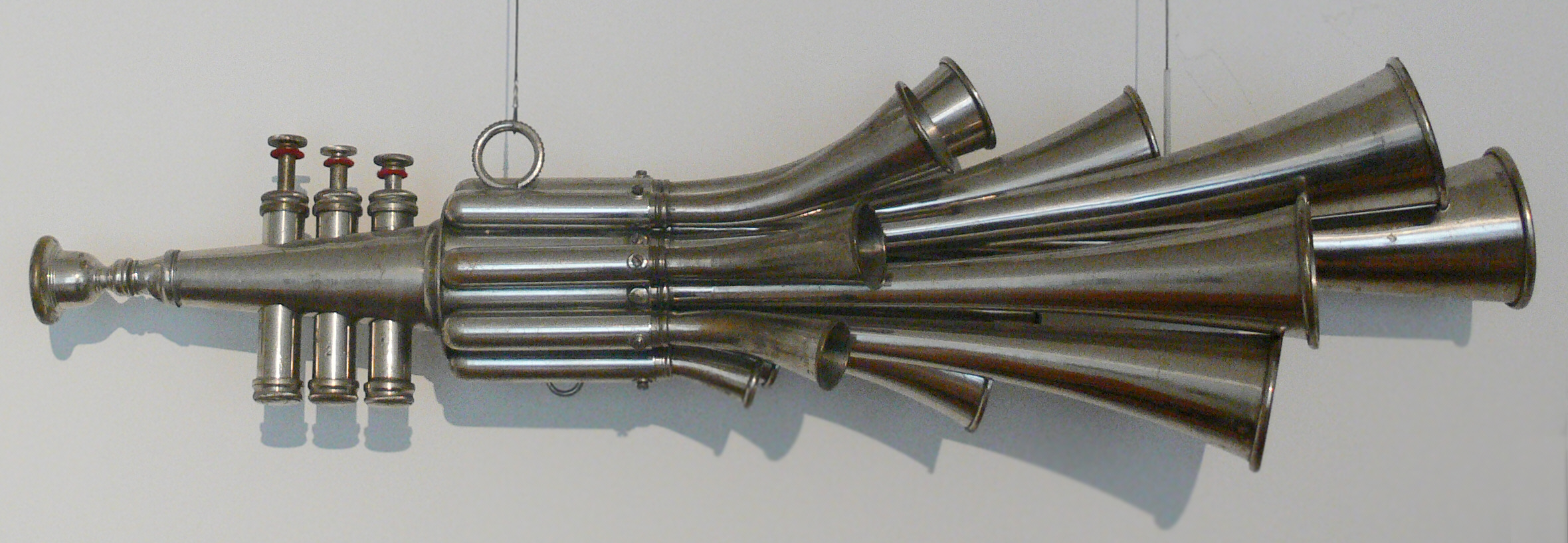
Martinstrumpet.